# Bergshamra (stacja metra)
Bergshamra – podziemna, skalna stacja sztokholmskiego metra, leży w gminie Solna, w dzielnicy Bergshamra. Na czerwonej linii metra T14, między Universitetet a Danderyds sjukhus. Dziennie korzysta z niej około 5 500 osób.
Stacja znajduje się na głębokości 20 m, między Bergshamravägen i Rådjursstigen. Posiada dwie hale biletowe, wyjście południowe ulokowane jest przy Kraus torg a północne przy Bergshamra torg. 
Otworzono ją 29 stycznia 1978 wraz z odcinkiem Universitetet-Mörby centrum. Posiada jeden peron. Stacja została zaprojektowana przez Michaela Granita i Pera H. Reimersa.

## Sztuka
- Historia kolażu przedstawiona na taflach szkła, mozaikowa podłoga i runy w granitowych skałach, Göran Dahl, Carl Johan De Geer, Kristina Anshelm, 1978
- Krajobraz na szkle w południowej hali biletowej, Dahl Göran, 1987

## Czas przejazdu
| Linia | Stacja        | Czas przejazdu | Stacja                                                    | Czas przejazdu                     |
| T13   | Fruängen      | 30 min         | Östermalmstorg T-Centralen Gamla stan Slussen Liljeholmen | 10 min 12 min 14 min 15 min 22 min |
| T13   | Mörby centrum | 3 min          | Östermalmstorg T-Centralen Gamla stan Slussen Liljeholmen | 10 min 12 min 14 min 15 min 22 min |

## Otoczenie
W otoczeniu stacji znajdują się:
- Bergshamra kyrka
- Bergshamra centrum
- Bergshamra idrottsplats
- Svedenbadet
- Svedenskolan
- Bergshamraskolan
- Ingridskolan
- Stocksundstorp
- Invalidkyrkogård